# Chapelle commémorative du roi George VI
La Chapelle commémorative du roi George Vl fait partie de la chapelle Saint-Georges au château de Windsor, en Angleterre. Commandée par Élisabeth II en 1962 pour servir de lieu de sépulture à son père, le roi George VI, elle est achevée en 1969. Elle abrite les tombes de George VI, de la reine Elizabeth, dite la Reine Mère, d'Élisabeth II, du prince Philip, duc d'Édimbourg, ainsi que les cendres de la princesse Margaret. L'architecte George Pace (en) en assure la conception.

## Histoire
La chapelle commémorative du roi George VI est commandée par la reine Élisabeth II en 1962. Conçue pour accueillir les dépouilles de trois monarques et de leurs époux, elle est confiée à des architectes chargés de sa réalisation. En décembre 1962, le secrétaire particulier de la reine écrit au doyen de Windsor, Robin Woods, avec deux demandes : préparer son fils aîné, le prince Charles, à sa confirmation et trouver un lieu de sépulture spécifique pour son père, le roi George VI. Après ses funérailles (en) à la chapelle Saint-Georges, les restes de George VI sont placés dans le caveau royal sous la chapelle, en l’absence de sépulture désignée, son décès étant survenu de manière inattendue.
La demande de la reine reste sans suite pendant cinq ans, car elle souhaite épargner à sa mère, Elizabeth, veuve de George VI, l’épreuve douloureuse d’un second enterrement de son époux. Elle rejette également l’idée d’un tombeau en marbre avec des effigies grandeur nature, traditionnellement commandé pour les monarques, et préfère de simples dalles incrustées dans le sol. L’espace disponible dans la chapelle Saint-Georges ne permettant pas la construction d’un nouveau caveau, la solution retenue consiste en l’édification d’une chapelle votive supplémentaire à l’extérieur de la chapelle Saint-Georges. Il s’agit de la première extension de la chapelle depuis l’achèvement, en 1504, de la chapelle votive située au sud, dédiée à Oliver King, secrétaire particulier d’Henri VII.

## Conception
Le premier projet pour la nouvelle chapelle est rejeté par la Commission royale des beaux-arts. Ce projet prévoyait la construction d'une petite chapelle rectangulaire dans le mur nord de la nef, conçue par Paul Paget et John Seely, 2e baron de Mottistone. Un deuxième plan est soumis et approuvé. Proposé par l'architecte George Pace, il prévoyait la construction d'une chapelle votive entre la chapelle Rutland et le chœur nord de la chapelle Saint-Georges. Le design de Pace mesure 5,5 mètres de hauteur, 3 mètres de largeur et 4,3 mètres de profondeur. La chapelle est achevée en 1969. Elle se situe entre deux des contreforts extérieurs du mur nord du chœur et est construite en pierre de Clipsham, provenant de Rutland. Les fenêtres en vitrail rouge et bleu de la chapelle sont conçues par John Piper (graveur) (en) et réalisées par Patrick Reyntiens (en),. Le toit de la chapelle est peint en noir et blanc, décoré de feuilles d'or incrustées. 
L'autel de la chapelle présente un portrait en relief en bronze de George VI, réalisé par Sir William Reid Dick (en). Il s'agit d'une réplique du portrait de George VI qui est exposé dans l'église de Sainte-Marie-Madeleine sur le domaine royal de Sandringham, dans le Norfolk. La chapelle achevée a été décrite par Robin Woods comme poursuivant « les conceptions gothiques perpendiculaires de la chapelle elle-même, mais dans un idiome du XXe ». Une chambre d'inhumation se trouve directement sous la chapelle, où les restes y sont placés.

## Inhumations

### Roi George VI (1969)

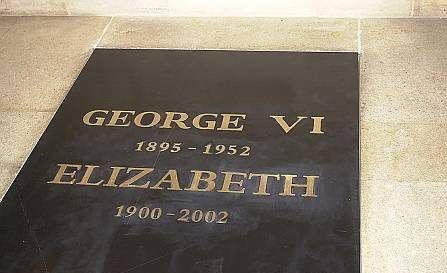
Avant son remplacement en septembre 2022, la pierre tombale originale dans la chapelle commémorative portait les noms de George VI et de la reine Elizabeth, la Reine Mère. Elle a été remplacée après l'inhumation d'Élisabeth II et de son époux Philip, intégrant leurs noms tout en respectant le design original.

Les restes de George VI sont transférés dans la chapelle commémorative nouvellement construite, nommée en son honneur, le 24 mars 1969. La chapelle a été construite pour un coût de 25 000 £ (soit l'équivalent de 519 737 £ en 2023), entièrement financé par Élisabeth II. Elle est dédiée le 31 mars 1969 lors d’une cérémonie à laquelle assistent la veuve de George VI, la reine Elizabeth, la Reine Mère, ainsi que leur fille, la reine Elizabeth II, accompagnée de son époux, le prince Philip, duc d'Édimbourg, et de leurs enfants aînés, le prince Charles et la princesse Anne. L’ancien roi, Édouard VIII, n’est pas invité à la cérémonie. Louis Mountbatten, 1er comte de Birmanie, est absent en raison de sa présence aux funérailles de l’ancien président des États-Unis, Dwight D. Eisenhower. La cérémonie est également suivie par les chevaliers de la Jarretière. 
La chapelle est marquée par des portes en fer forgé sur lesquelles est inscrite la citation suivante : « I said to the man who stood at the gate of the year: 'Give me a light that I may tread safely into the unknown' », tirée du poème The Gate of the Year (1908) de Minnie Louise Haskins. Ces mots ont été célèbres après avoir été cités par George VI dans son message royal de Noël de 1939.

### La princesse Margaret et la reine Elizabeth la reine mère (2002)
Les cendres de la fille cadette de George VI, la princesse Margaret, comtesse de Snowdon, ont été placées dans le caveau royal de la chapelle Saint-Georges le 15 février 2002. Margaret fut le premier membre de la famille royale britannique à être incinéré depuis la princesse Louise, duchesse d'Argyll, en 1939. Elle a été incinérée pour permettre que ses restes puissent être accommodés dans la petite chambre d'inhumation sous la chapelle. La veuve de George VI, la reine Elizabeth, la Reine Mère, a été inhumée sous la chapelle le 9 avril 2002, après ses funérailles à l'abbaye de Westminster. Les cendres de Margaret ont été placées dans la tombe de ses parents au même moment. Avec le monogramme royal de Margaret gravé sous les inscriptions, sa pierre tombale est maintenant placée séparément dans le coin droit de la chapelle et porte l'inscription suivante :
| In thankful remembrance of HER ROYAL HIGHNESS THE PRINCESS MARGARET COUNTESS OF SNOWDON BORN 21 AUGUST 1930 DIED 9 FEBRUARY 2002 |

Gravée sur les bords de la pierre tombale de Margaret, une épitaphe rédigée par Margaret elle-même.

### Reine Élisabeth II et Prince Philip (2022)
Le 19 septembre 2022, lors d'une cérémonie privée réservée aux membres de la famille royale, Élisabeth II est inhumée sous la chapelle commémorative, après ses funérailles d'État à l'abbaye de Westminster plus tôt dans la journée. Son époux, Philip, décédé en 2021, avait initialement été placé dans la crypte royale de la chapelle Saint-Georges après ses funérailles. Il est ensuite inhumé aux côtés de son épouse sous la chapelle commémorative du roi George VI. Après ces inhumations, une nouvelle dalle funéraire est installée au sol de la chapelle, comportant une étoile métallique supplémentaire de l'Ordre de la Jarretière entre les noms des deux époux. La dalle porte désormais l'inscription suivante.
| GEORGE VI 1895–1952 ELIZABETH 1900–2002 ELIZABETH II 1926–2022 PHILIP 1921–2021 |